# Rendgenska spektroskopija
Rendgenska spektroskopija je opći pojam za nekoliko spektroskopskih tehnika za proučavanje materijala primjenom rendgenskih zraka.

## Rendgenski spektri
Rendgenske zrake nastaju, kad brze katodne zrake padnu na metale. Zakočeni u materiji, elektroni emitiraju elektromagnetske valove kontinuirano raspodijeljenih valnih duljina. Pomoću rendgenskih spektrografa može se točno odrediti, koliko energije otpada po valnoj duljini. Spektar je odrezan kod određene minimalne valne duljine, kako to zahtijeva hipoteza o kvantima svjetlosti (fotonima). Osim toga se vidi, da su u kontinuiranom spektru osobito snažno isijavane neke valne duljine. Te valne duljine svojstvene su za, na primjer, volfram. Takva svojstva rendgenskog spektra opažamo i kod kočenja katodnih zraka na drugim metalima, kao antikatodama. Snimimo li kontinuirani rendgenski spektar na fotografskoj ploči, to ćemo u kontinuiranoj podlozi naći uvijek niz oštrih linija. Rendgenski spektri sadrže u sebi još i linijski spektar. Valne duljine tih linija svojstvene su za pojedini kemijski element. Po tome se i te zrake zovu svojstvene rendgenske zrake. Ukupna jakost svojstvenih rendgenskih zraka vrlo je malen prema energiji kontinuiranog sprektra. 
Svojstvene zrake ne možemo protumačiti kao posljedicu kočenja elektrona u metalu. One potječu iz naročitih procesa, koje u atomima pobuđuju udarci brzih elektrona. Valna duljina svojstvenih rendgenskih zraka najbolja su oznaka svakog kemijskog elementa. One su iste, bez obzira da li se element nalazi u čvrstom, tekućem ili plinovitom stanju, da li je izvrgnut vanjskim učincima ili se nalazi u nekom kemijskom spoju. Ova nezavisnost od vanjskih prilika atoma u potpunom je skladu s opažanjem, da se rendgenske zrake mogu pobuditi samo izvanredno brzim i prodornim katodnim zrakama. Prema tome je neosporno da svojstvene rendgenske zrake dolaze iz dubine atoma. 
Već na početku utvrđeno je pokusima da se svojstveni rendgenski spektar sastoji od više vrsta zraka. Najprodornije od tih zraka nazvane su K zrakama, nešto mekše L zrakama i tako redom, slovima M, N, O i tako dalje. Željezo emitira K zrake s valnim duljinama oko 1,8 AJ, telurij s 0,45 AJ, a platina s 0,2 AJ. Odmah se razabire da teži atomi emitiraju prodornije rendgenske zrake. Prvi je H. Moseley 1913. našao, da između rednog broja elementa i njegovih svojstvenih rendgenskih zraka postoji stalan odnos. Valna duljina je obrnuto sukladna (proporcionalna) kvadratu rednog broja. Željezo ima redni broj 26, telurij 52, a platina 78. Njihovi se redni brojevi odnose kao 1 : 2 : 3. Vidi se da se valne duljine zaista odnose kao 1,8 : 0,45 : 0,2 = 1/12 : 1/22 : 1/32. Prema Moseleyevu zakonu rendgenski spektri mogu poslužiti za najtočnije određivanje rednog broja elementa. 
Stroga zakonitost postoji samo između svojstvenog rendgenskog spektra i rednog broja, a ne između spektra i atomske težine. Izotopi istog kemijskog elementa imaju isti svojstveni rendgenski spektar. Na osnovu rendgenskog spektra možemo strogo odrediti redni broj u periodnom sustavu. Znamo da u periodnom sustavu Mendeljeva stoji argon ispred kalija, telurij ispred joda, kobalt ispred nikla, iako imaju veću atomsku težinu. Ispitivanje rendgenskih spektara potvrđuje ovaj izbor. Poredamo li tako elemente, kako se povećava frekvencija njihova svojstvenog spektra, dobivamo prave redne brojeve. U početku opazio se pri tom na nekim mjestima prevelik skok u frekvenciji, tako na primjer između molibdena s rednim brojem 42 i rutenija. Međutim, upravo rendgenskom analizom pronašao se novi kemijski element tehnecij s rednim brojem 43, koji po svojim kemijskim svojstvima dolazi između molibdena i rutenija, i tim otkrićem i tu je uspostavljen pravilni porast frekvencije svojstvenog spektra. U skladu s kemijskim činjenicama upućuju nas i rendgenski spektri da ostavimo jedno prazno mjesto između polonija s rednim brojem 84 i radona, kao i radona i radija. Kemijski elementi s rednim brojem 85 i 87 tek su kasnije pronađeni. 
Valne duljine rendgenskih zraka po tisuću su puta manje od valnih duljina vidljive svjetlosti, pa su i njihovi kvanti energije veći. Koji to procesi u atomima oslobađaju tako goleme energije? Godine 1914. A. Kossel je objasnio porijeklo svojstvenih rendgenskih zraka. On je pošao od Bohrove teorije vodika. Kod teških atoma nalazi se po nekoliko desetaka elektrona oko pozitivno nabijene jezgre. Zadovoljavamo li se grubom slikom atoma, mogu se zanemariti sile između elektrona i uzeti u obzir samo privlačne sile između jezgre i pojedinih elektrona. Tada se kao i u vodikovu atomu, pojedini elektron okreće nezavisno oko središnjeg tijela, a njegovi energetski nivoi i frekvencije spektralnih linija dani su Bohrovim jednadžbama:
{\displaystyle E_{n}=-Z^{2}\cdot h\cdot c{\frac {Z\cdot e^{2}}{n^{2}}}}
{\displaystyle \nu =c\cdot R\cdot Z^{2}\cdot ({\frac {1}{n^{2}}}-{\frac {1}{m^{2}}})}
U tim jednadžbama vidio je Kossel ključ za razumijevanje rendgenskih spektara. Pojavu rendgenskog spektra moramo slično tumačiti kao i vodikov spektar, samo što se tu svi kvantni skokovi događaju s mnogo većim promjenama energije. Iz prethodnih jednadžbi vidi se da su sve energije, dakle i frekvencije, veće za faktor Z2 nego kod vodika. To je jednostavno Kosselevo tumačenje Moseleyeva zakona da su frekvencije svojstvenih rendgenskih zraka razmjerne kvadratu rednog broja. Pomislimo li da je električni naboj atomskih jezgri teških elemenata po pedeset puta veći od vodikova, pa da su prema tome i energije njihovih elektrona tisuće puta veće, postaje nam jasno zašto su valne duljine rendgenskih zraka tako sitne. 
Po Kosselu nastaju K zrake skokom elektrona u najniži energetski nivo, kojemu pripada kvantni broj n = 1. L zrake nastaju prijelazima elektrona u stacionarno stanje s kvantnim brojem 2. Još mekše M zrake odgovaraju padu elektrona na energetski nivo s kvantnim brojem n = 3. Pojedine energetske nivoe možemo predočiti Bohrovim kružnicama. Mjesto o prvoj Bohrovoj kružnici govorit ćemo kod rendgenskih zraka o K ljuski, mjesto o drugoj kružnici o L ljuski, mjesto o trećoj kružnici o M ljuski i tako dalje. Jednu ljusku čine elipse jednake velike poluosi. Jedna ljuska je energetski jedinstvena samo onda ako zanemarimo sile između elektrona.
Ne samo prilično kvantitativno slaganje već i činjenica da su K, L i M zrake sastavljene, govori u prilog Kosselovu tumačenju. Na najniži energetski nivo može elektron pasti iz bilo kojeg višeg. Naravno, svi ti razni prijelazi, koji završavaju u istoj K ljuski, pripadaju K zrakama. Isto tako može elektron iz bilo kojeg višeg novoa pasti u drugi energetski nivo ili u L ljusku. Sastavljenost K, L, M ili N zraka ukazuje neosporno na ispravnost Kosselove teorije.
Linije jedne serije označujemo obično slovima α, β, γ i tako dalje. Linija Kα potječe od prijelaza elektrona iz L ljuske na K ljusku, linija Kβ od prijelaza iz M ljuske u K ljusku, linija Kγ od prijelaza iz N ljuske u K ljusku, i tako dalje. Isto tako označuju se i L i M zrake. Linija Lα odgovara skoku elektrona iz M ljuske u L ljusku i tako dalje. Između rendgenskih linija moraju postojati određeni odnosi. Tako frekvencija linija Kβ mora biti jednaka zbroju frekvencija Kα i Lα. Pokusima su takvi odnosi strogo utvrđeni, što daje najsigurniju podršku teoriji. 
Rendgenski spektri s jedne strane pokazuju da su kod teških atoma energetski nivoi slični vodikovim, a s druge strane daju izjave o tome kako su elektroni poredani u tim nivoima. Ne može se nikako pretpostaviti da se svi elektroni nalaze na najnižem energetskom nivou n = 1. U stabilnim stanjima složenih atoma raspoređeni su elektroni na više energetske nivoe s kvantnim brojem n = 2, 3, 4,… i tako dalje. Prema iskustvenim podacima dade se najmekša komponenta K zraka, dakle Kα, koja odgovara prijelazu elektrona iz kvantnog stanja n = 2 u n = 1, prikazati nešto modificiranom Balmerovom jednadžbom:
{\displaystyle \nu =c\cdot R\cdot (Z-1)^{2}\cdot ({\frac {1}{1^{2}}}-{\frac {1}{2^{2}}})={\frac {3}{4}}\cdot c\cdot R\cdot (Z-1)^{2}}
To vrijedi od lakog berilija sve do kraja periodnog sustava elemenata. Prema tom iskustvenom zakonu ne smijemo kod skoka elektrona računati s čitavim nabojem jezgre Ze, nego s "efektivnim" nabojem koji je manji za jedinicu. Kako da to protumačimo? Očito ovako: U najnižem energetskom nivou nalazi se već jedan elektron kad drugi skače na taj nivo. Taj jedan elektron djeluje odbojno, pa na emitirajući elektron djeluje u svemu efektivni naboj Ze - e. Više elektrona nema u najnižem nivou. 
Kod L zraka, koje nastaju skokom u drugi energetski nivo, naboj jezgre jače je "zasjenjen", što znači da se u tom drugom energetskom nivou nalazi već više elektrona. Rendgenski spektri pokazuju da su u atomima elektroni poredani na različite energetske nivoe. U stabilnom stanju takav složeni atom ne zrači. Da pobudimo atom na emisiju, moramo neki unutarnji elektron izbaciti iz njegova nivoa u neko više stacionarno stanje. Na taj način nastaje "rupa" u jednom od donjih nivoa. U prazno mjesto može skočiti elektron iz bilo kojeg višeg energetskog nivoa. Uzmimo da smo udarcima katodnih zraka izbacili jedan elektron iz najnižeg energetskog nivoa željeza. Sad može ovamo pasti elektron iz bilo kojeg višeg energetskog nivoa. Ako baš slučajno ne padne najgornji elektron, nego jedan iz drugog energetskog nivoa, tad njegov pad prouzrokuje ispražnjenje jednog mjesta u drugom energetskom nivou. U taj nivo može opet pasti jedan gornji elektron. Izbacivanje jednog elektrona iz najniže ljuske može dakle izazvati pojavu svih svojstvenih rendgenskih zraka. Pokusima je to već davno zapaženo. Svojstveni rendgenski spektar, počevši s K zrakama, možemo pobuditi da kemijske elemente obasjavamo monokromatskim rendgenskim zrakama. Kvant svjetlosti mora imati, naravno, dovoljno veliku energiju da elektron digne iz najdonjeg energetskog nivoa na periferiju atoma. Kao i kod obične fluorescencije, kemijski elementi emitiraju tada rendgenske zrake većih valnih duljina. U "fluorescentnom" rendgenskom zračenju nalazi se čitav svojstveni spektar, što se potpuno slaže s teorijskim predodžbama.